# Печёнкин, Юрий Васильевич
Юрий Васильевич Печёнкин (1925 — ?) — советский инженер-энергетик, лауреат Ленинской премии.

## Биография
Выпускник МЭИ 1951 года.
Работал на ТЭЦ № 20 Мосэнерго, с 1961 главный инженер.
В последующем — управляющий трестом ОРГРЭС (1967—1975), руководитель группы советских специалистов АЭС «Козлодуй», зам. директора «Атомтехэнерго» (с 1983).
Сочинения:
- Снижение удельных расходов топлива на ТЭЦ N20 Мосэнерго / Ю. В. Печенкин // Экономия топлива на электростанциях и в энергосистемах : Сборник статей / А. С. Горшков . – М. : Энергия, 1967 . – с. 88-91 .
- Анализ надежности водогрейных котлов ПТВМ-100 / Ю. В. Печенкин, Г. П. Гладышев, Н. Д. Сергеева ; М-во энергетики и электрификации СССР. Гл. техн. упр. по эксплуатации энергосистем. Всесоюз. гос. трест по организации и рационализации район. электр. станций и сетей «Оргрэс» Москва: Информэнерго, 1974 .

## Награды и звания
- Ленинская премия (1966 год) — за разработку конструкции, освоение серийного производства и внедрение в народное хозяйство теплофикационной паровой турбины Т-100-130 мощностью 100 000 кВт на начальные параметры пара 130 ата, 565 °С.